# Normand Léveillé
Pour les articles homonymes, voir Léveillé.
 (décembre 2020).
Normand Léveillé (né le 10 janvier 1963 à Montréal, dans la province de Québec, au Canada) est un joueur professionnel canadien de hockey sur glace qui évoluait au poste d'attaquant. Il doit interrompre sa carrière professionnelle à la suite d'un accident en 1982.

## Biographie

### Débuts de joueurs
Normand Léveillé joue en hockey junior avec les Saguenéens de Chicoutimi dans la Ligue de hockey junior majeur du Québec. Il joue deux saisons dont une où il marque 101 points. Il est repêché par les Bruins à la 14e position du repêchage d'entrée dans la LNH 1981. Il commence sa carrière dans la LNH à l'âge de 18 ans ; lors de sa saison recrue, il marque 33 points, dont 14 buts en 66 matchs.

### Fin tragique dans la LNH
Sa carrière prend fin brutalement le 23 octobre 1982 contre les Canucks de Vancouver, après 9 matchs de sa deuxième saison dans la LNH. Au cours de la première période, il est frappé solidement par Marc Crawford. Ce coup semble sans incidence mais au premier entracte il se plaint de douleurs aux épaules et quelques instants plus tard, il perd connaissance. Il est alors transporté à l'hôpital. Les médecins concluent qu'il est victime d'un accident vasculaire cérébral. Il devient aphasique et partiellement paralysé. Cet accident le force à prendre sa retraite.

### Après carrière
En 2005, il se raconte dans un livre nommé Un arrêt en plein vol qui parle de lui et de son combat pour sa vie, de son ascension à la ligue nationale, de son terrible accident et de sa réadaptation[pertinence contestée].

## Statistiques
| Saison     | Équipe                   | Ligue      |    | Saison régulière | Saison régulière | Saison régulière | Saison régulière | Saison régulière |    | Séries éliminatoires | Séries éliminatoires | Séries éliminatoires | Séries éliminatoires | Séries éliminatoires |
| Saison     | Équipe                   | Ligue      | PJ | B                | A                | Pts              | Pun              | PJ               | B  | A                    | Pts                  | Pun                  |                      |                      |
| 1979-1980  | Saguenéens de Chicoutimi | LHJMQ      | 60 | 24               | 12               | 36               | 39               | --               | -- | --                   | --                   | --                   |                      |                      |
| 1980-1981  | Saguenéens de Chicoutimi | LHJMQ      | 72 | 55               | 46               | 101              | 46               | --               | -- | --                   | --                   | --                   |                      |                      |
| 1981-1982  | Bruins de Boston         | LNH        | 66 | 14               | 19               | 33               | 49               | --               | -- | --                   | --                   | --                   |                      |                      |
| 1982-1983  | Bruins de Boston         | LNH        | 9  | 3                | 6                | 9                | 0                | --               | -- | --                   | --                   | --                   |                      |                      |
| Totaux LNH | Totaux LNH               | Totaux LNH | 75 | 17               | 25               | 42               | 49               | --               | -- | --                   | --                   | --                   |                      |                      |